# 加利安奴
加利安奴（義大利語：Galliano）全称“Liquore Galliano L'Autentico”，也叫加力安奴（或加利安奴酒/加力安奴酒）是一种味甜的草本力娇酒，始于1896年，由意大利托斯卡纳利沃诺的蒸馏酒和白兰地生产商，阿图罗·瓦卡里（Arturo Vaccari）发明，并用第一次意大利埃塞俄比亚战争中的英雄——朱塞佩·加利亚诺的名字来命名。其鲜艳的黄色，象征着19世纪90年代的淘金热。
加利安奴品牌目前由荷兰酿酒集团波尔斯持有，并通过其全球分销合资企业Maxxium销售。加利安奴的酒瓶形状独特，让人联想到经典的罗马柱。

## 生产
加利安奴含有大量的天然成分，包括香草，八角，地中海茴香，生姜，柑橘，桧木，麝香锯叶草和薰衣草。除了香草外的草药加入酒精混合搅拌碾碎，蒸馏后加入碾碎的香草。最后，再次兑入蒸馏水、精糖和纯中性酒精。加利安奴已经确立了在两个酒精度数版本——30％（60 proof ）和42.3％（84.6 proof ）。

## 种类
除了经典的Galliano L'Autentico，加利安奴还有其他几种风味，包括：
- Galliano Ristretto：咖啡味；
- Galliano Vanilla：香草加强味；
- Galliano Balsamico：香醋味，在酒液中加入香醋。

## 饮用
加利安奴带有香草-茴香风味的甜味，伴随着微妙的柑橘和木香草药的味道。加利安奴的前味呈明显香草的味道，将其与其他茴香风味甜酒，如珊布卡、八角酒、茴香酒区分开。
加利安奴通常用来作为餐前酒和餐后酒饮用，并可以用于调制多款鸡尾酒，包括著名的哈维金色凯迪拉克鸡尾酒，和金色梦幻鸡尾酒。

## 奖项
加利安奴曾在旧金山世界烈酒大赛中赢得了铜牌和银牌。